# Anders Gustaf Barchæus
Anders Gustaf Barchæus, född 26 september 1735 i Västerås och död 1806 i Uppsala, var en svensk nationalekonom.
Barchæus blev adjunkt i ekonomi- och handelsrätt vid Uppsala universitet 1773, han erhöll professors titel 1782. Han var en entusiastisk ivrare för sin tids modevetenskap, den praktiska ekonomin, och företog vidsträckta resor i Sverige och utlandet för studier, särskilt av jordbrukets ekonomiska och tekniska förhållanden, och trädde under en vistelse i Paris i nära förbindelse med fysiokraterna.
Barchæus skrev omfattande resejournaler, som delvis ännu är opublicerade (förvaras på Uppsala universitetsbibliotek), samt en rad skrifter rörande råd i hushållsfrågor.